# Rockford (Tennessee)
Rockford es una ciudad ubicada en el condado de Blount en el estado estadounidense de Tennessee. En el Censo de 2010 tenía una población de 856 habitantes y una densidad poblacional de 102,99 personas por km².

## Geografía
Rockford se encuentra ubicada en las coordenadas 35°50′23″N 83°56′7″O / 35.83972, -83.93528. Según la Oficina del Censo de los Estados Unidos, Rockford tiene una superficie total de 8.31 km², de la cual 8.25 km² corresponden a tierra firme y (0.69%) 0.06 km² es agua.

## Demografía
Según el censo de 2010, había 856 personas residiendo en Rockford. La densidad de población era de 102,99 hab./km². De los 856 habitantes, Rockford estaba compuesto por el 96.85% blancos, el 0.35% eran afroamericanos, el 0.12% eran amerindios, el 0.7% eran asiáticos, el 0% eran isleños del Pacífico, el 0% eran de otras razas y el 1.99% pertenecían a dos o más razas. Del total de la población el 1.29% eran hispanos o latinos de cualquier raza.